# 保卫革命委员会
保卫革命委员会（西班牙語：Comités de Defensa de la Revolución，缩写为CDR）是古巴在1960年9月28日成立的基层群众性组织，目的是捍卫古巴的政治制度、促进社会福利。保卫革命委员会被称作“革命的眼睛和耳朵”。

## 组织结构
保卫革命委员会将大量群众团结在一起，以住宅单元为单位组织起来。

## 职能
保卫革命委员会最初承担警戒和动员的任务，后来还承担教育、卫生、经济和政治领域的职责，成为古巴革命的活动中心。